# Crucibulum
Crucibulum Tul. & C. Tul. (kubecznik) – rodzaj grzybów z rzędu pieczarkowców (Agaricales).

## Charakterystyka
Grzyby o drobnych owocnikach w kształcie kubka z epifragmą, w którym znajdują się białawe perydiole połączone ze ścianami kubka sznureczkami.

## Systematyka i nazewnictwo
Pozycja w klasyfikacji: Incertae sedis, Agaricales, Agaricomycetidae, Agaricomycetes, Agaricomycotina, Basidiomycota, Fungi (według Index Fungorum).
Takson utworzyli w 1844 roku Louis René Tulasne i Charles Tulasne. Polską nazwę nadał Franciszek Błoński w 1888 r.
Gatunki:
- Crucibulum albosaccum Lloyd 1922
- Crucibulum crucibuliforme (Scop.) V.S. White 1902 – kubecznik płowopomarańczowy[4]
- Crucibulum cyathiforme H.J. Brodie 1971
- Crucibulum juglandicola (Schwein.) De Toni 1888[5]
- Crucibulum laeve (Huds.) Kambly 1936 – kubecznik pospolity
- Crucibulum lanosum (Cooke) J.A. Cooper 2023
- Crucibulum parvulum H.J. Brodie 1970
- Crucibulum simile Massee 1891

Wykaz gatunków i nazwy naukowe na podstawie Index Fungorum. Nazwy polskie według Władysława Wojewody i Komisji ds. Polskiego Nazewnictwa Grzybów.